# 酒津村
酒津村（さけのつそん）は、鳥取県気多郡・気高郡にあった村、自治体である。

## 概要
現在の鳥取市気高町酒津に相当する。河内川河口東側と水尻谷の間に位置し、北は日本海に面した漁村であった。
藩政時代は鳥取藩領の気多郡母木庄（ほうぎのしょう）に属した。元は母木村の枝郷であったが享和3年（1803年）に新田として幕府に届出、天保5年（1834年）に分村した。
村名は、当地に漁民が家を移して村を作った際に「樽谷」と呼ばれていたが、亀井武蔵守茲矩が領主の時に海辺に谷はふさわしくないとのことで樽に因んで酒津をあてたとされる。また戦国時代にキリスト教の伝来によって早くからキリスト教の聖地となっており漁民は海辺（港）で朝夕神に祈りを捧げていたことから、「捧げる」を「酒」になぞらえ（この地方では酒をササとも言った）、港を意味する「津」と合わせて酒津と命名したとも考えられる。

## 沿革
- 天保5年（1834年） - 母木村から分村して酒津村となる。
- 1881年（明治14年）9月12日 - 鳥取県再置。
- 1883年（明治16年） - 宝木宿（後の宝木村大字宝木）に置かれた連合戸長役場の管轄区域となる。
- 1889年（明治22年）10月1日 - 町村制の施行により、自治体としての気多郡酒津村が発足。大字は編成せず。
- 1896年（明治29年）4月1日 - 郡制の施行により、高草郡・気多郡の区域をもって気高郡が発足し、気高郡酒津村となる。
- 1955年（昭和30年）7月1日 - 宝木村・瑞穂村・逢坂村・浜村町と合併し、気高町が発足。同日酒津村廃止[5]。気高町大字酒津となる[6]。

## 行政

### 歴代村長
| 代            | 氏名       | 就任年月日                 | 退任年月日                 | 備考     |
| ------------- | ---------- | -------------------------- | -------------------------- | -------- |
| 初            | 升波市平   | 1889年（明治22年）11月18日 | 1893年（明治26年）11月17日 |          |
| 2             | 西尾杉造   | 1893年（明治26年）12月15日 | 1895年（明治28年）4月28日  | 家事故障 |
| 3             | 村上安太郎 | 1895年（明治28年）6月      | 1899年（明治32年）6月      |          |
| 4             | 村上安太郎 | 1899年（明治32年）6月      | 1903年（明治36年）2月28日  | 家事故障 |
| 5             | 升波市太郎 | 1903年（明治36年）3月20日  | 1907年（明治40年）3月19日  |          |
| 6             | 磯辺松太郎 | 1907年（明治40年）4月25日  | 1911年（明治44年）4月24日  |          |
| 7             | 磯辺松太郎 | 1911年（明治44年）5月16日  | 1915年（大正4年）5月15日   |          |
| 8             | 磯辺松太郎 | 1915年（大正4年）5月16日   | 1919年（大正8年）5月15日   |          |
| 9             | 磯辺松太郎 | 1919年（大正8年）5月16日   | 1925年（大正14年）9月16日  | 死亡     |
| 10            | 新實夫     | 1925年（大正14年）10月23日 | 1929年（昭和4年）10月22日  |          |
| 11            | 新實夫     | 1929年（昭和4年）10月24日  | 1933年（昭和8年）10月23日  |          |
| 12            | 新實夫     | 1933年（昭和8年）10月24日  | 1937年（昭和12年）10月23日 |          |
| 13            | 新實夫     | 1937年（昭和12年）10月24日 | 1938年（昭和13年）8月10日  | 家事故障 |
| 14            | 和田定七   | 1938年（昭和13年）11月28日 | 1940年（昭和15年）7月20日  | 家事都合 |
| 15            | 和田定七   | 1940年（昭和15年）12月3日  | 1944年（昭和19年）12月2日  |          |
| 16            | 松林亀吉   | 1945年（昭和20年）4月1日   | 1946年（昭和21年）11月14日 | 辞任     |
| 17            | 松林新蔵   | 1947年（昭和22年）4月5日   | 1948年（昭和23年）1月9日   | 家事都合 |
| 18            | 八田章一   | 1948年（昭和23年）3月1日   | 1952年（昭和27年）2月28日  |          |
| 19            | 八田章一   | 1952年（昭和27年）3月1日   | 1955年（昭和30年）6月30日  |          |
| 参考文献 - ・ |            |                            |                            |          |

## 教育
- 酒津村立酒津小学校：合併後に気高町立酒津小学校となり、1957年（昭和32年）4月に気高町立宝木小学校（現・鳥取市立宝木小学校）へ統合[4]。
- 瑞穂村酒津村学校組合立気高中学校：所在地は宝木村大字宝木、現在の気高電機の位置。1968年（昭和43年）4月に気高町内の中学校統合により新・気高中学校となり、現在は鳥取市立気高中学校となる[4]。

## 交通

### 道路

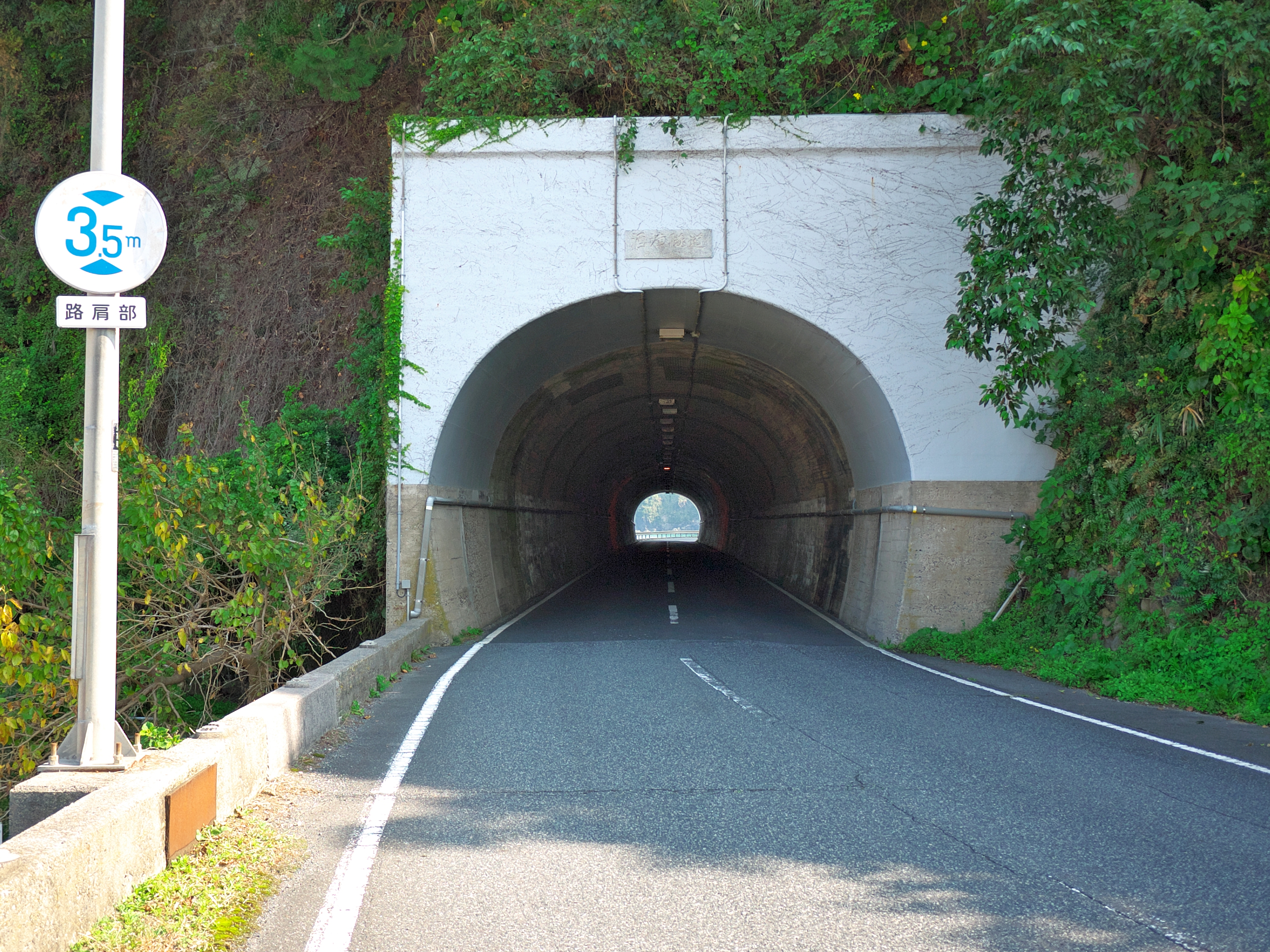
酒津隧道（旧国道9号）

- 国道9号（旧国道18号）
当村付近の路線は2度変更されている。最初は水尻池北岸から母木坂を通るルート（一部区間は後に県道宝木停車場酒津港線となった）であったが幅員が狭くてカーブが多く、また冬期の除雪も沿道住民に出動要請していた。このことから県（当時の建設省は河川管理を主にしており国道の新設・管理は県に委託していた）は新ルートを計画したが八田章一村長を始めとする酒津村の国道誘致運動により、酒津隧道（全長117.5m、1951年12月24日貫通、1953年3月完成）を経由し村の中心部を通るルートが開通した[7]。その後交通量の激増により1973年（昭和48年）4月1日に酒津バイバスが供用開始し現在に至る[4][8]。
酒津隧道を通るルートはバイパス完成後の1974年（同49年）3月30日気高町告示第15号で気高町道宝木酒津水尻線（現・鳥取市道宝木酒津水尻小沢見線[9]）と認定、同年8月14日に正式に国道から降格された[4][10]。

### 鉄道
- 最寄りの駅：宝木駅

### 港湾
- 酒津漁港

## 文化
- 酒津のトンドウ（国指定重要無形民俗文化財）[11]

## 出身者
- 谷本伊太郎（実業家、三菱倉庫会長、1870年 - 1928年）[4]